# Canna bangii
Canna bangii är en kannaväxtart som beskrevs av Friedrich Fritz Wilhelm Ludwig Kraenzlin. Canna bangii ingår i släktet kannor, och familjen kannaväxter. Inga underarter finns listade i Catalogue of Life.Canna bangii kan hittas på en höjd av 1400-2800m över havet. Dess naturliga habitat är i Peru och Bolivia. Plantan kan bli upp till fyra meter hög. Blomman karaktäriseras av de orangeröda färgerna som honblommorna har.